# Storke
Storke (Ciconiidae) er en familie af fugle med 19 arter. Storke findes i alle kontinenter undtaget Antarktis, og de er oftest knytte til vådområder. De er ret store fugle med lange ben, halse og næb. Kun to arter, hvid stork og sort stork, kendes fra Danmark. Skestorken findes også i Danmark, men den tilhører ibis-familien.

## Klassifikation
Familie: Ciconiidae
- Slægt: Mycteria
  - Mycteria americana (Amerikansk skovstork)
  - Mycteria cinerea (Mangrovestork)
  - Mycteria ibis (Afrikansk skovstork)
  - Mycteria leucocephala (Indisk skovstork)
- Slægt: Anastomus
  - Anastomus oscitans (Asiatisk gabenæb)
  - Anastomus lamelligerus (Afrikansk gabenæb)
    - Anastomus lamelligerus lamelligerus
    - Anastomus lamelligerus madagascariensis
- Slægt: Ciconia
  - Ciconia nigra (Sort stork)
  - Ciconia (Sphenorhynchus) abdimii (Abdimstork)
  - Ciconia episcopus (Uldhalsstork)
    - Ciconia episcopus episcopus
    - Ciconia episcopus microscelis
    - Ciconia episcopus neglecta

  - Ciconia stormi (Sundastork)
  - Ciconia maguari (Maguaristork)
  - Ciconia ciconia (Hvid stork)
    - Ciconia ciconia asiatica
    - Ciconia ciconia ciconia

  - Ciconia boyciana (Manchurerstork)
- Slægt: Ephippiorhynchus
  - Ephippiorhynchus asiaticus (Sorthalset stork)
    - Ephippiorhynchus asiaticus asiaticus (Sorthalset stork)
    - Ephippiorhynchus asiaticus australis (Grønhalset stork)[1]

  - Ephippiorhynchus senegalensis (Saddelnæb)
- Slægt: Jabiru
  - Jabiru mycteria (Jabiru)
- Slægt: Leptoptilos
  - Leptoptilos javanicus (Lille adjudant)
  - Leptoptilos crumeniferus (Marabustork)
  - Leptoptilos dubius (Adjudant)